# أيزو بايهانتا
64°28′22″N 28°22′35″E / 64.4729026°N 28.3763252°E
أيزو بايهانتا هي بحيرة متوسطة الحجم تقع في شمال فنلندا، حيث تقع على بعد 15 كم من جنوب شرق مستوطنة ريستي جيرفي .حيث تنتمي إلى منطقة مستجمعات المياه الرئيسية أولويوكي. وهي تقع في منطقة كاينو.